# بيت ربيد (يريم)

تعديل مصدري - تعديل

بيت ربيد هي إحدى قرى عزلة بني عمر بمديرية يريم التابعة لمحافظة إب، بلغ تعداد سكانها 361 نسمة حسب تعداد اليمن لعام 2004.